# Askims torg
Askims torg är en plats i stadsdelen Askim i södra Göteborg. 

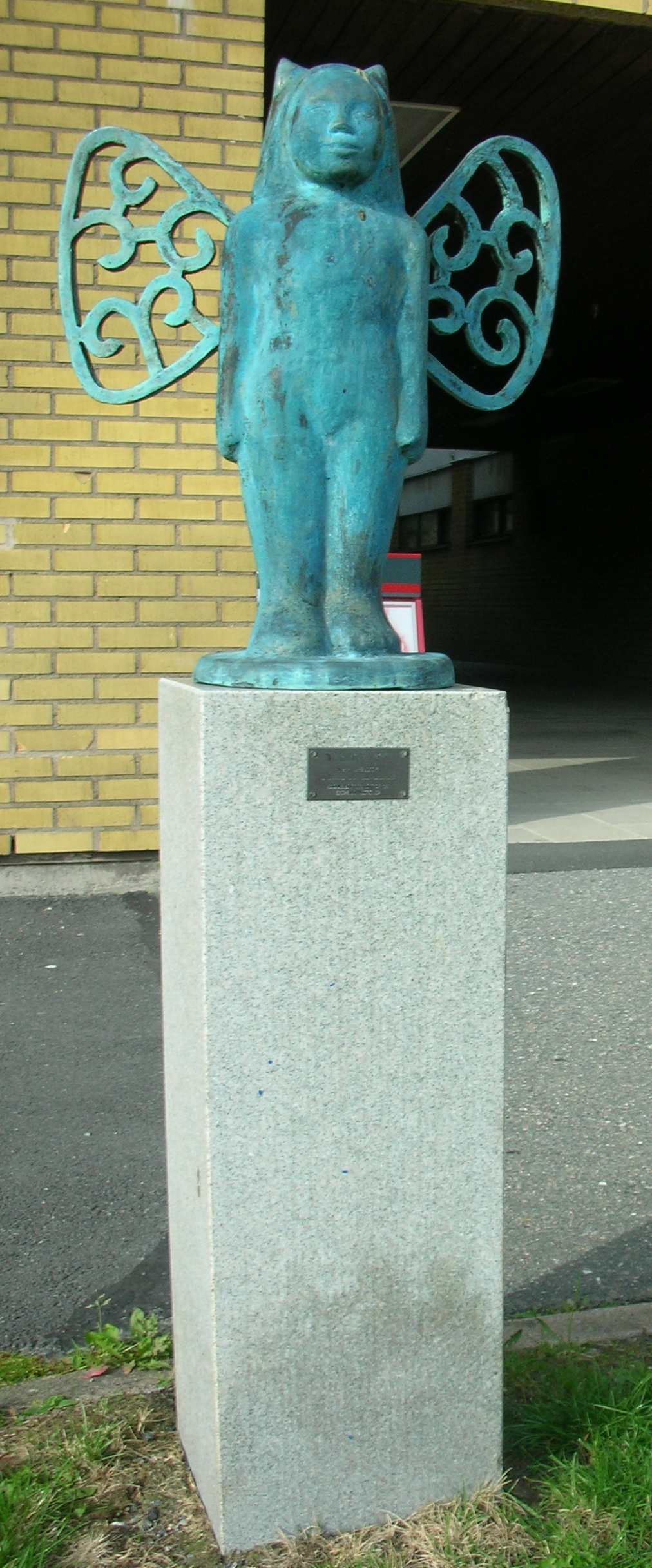
Statyn KattFlickaFjäril, av Petra Borén.

## Historia
Torget fick sitt namn 1974 — dock fastställt 1972 av dåvarande Askims kommun — efter att området "Vita fläcken". Namnet kommer av att området länge var en "vit fläck på byggnadsplanekartorna". Officiellt namn är Trollängen, vilket bebyggdes med HSB-lägenheter 1963-64 – främst söder om torget. Köpcentret i anslutning till den nya bebyggelsen fick då namnet Askims torg.
År 2010 var torget numrerat 1-6 med fastighetsbeteckningarna: Askim 243:19, 243:19, 243:19, 243:20, 243:20 och 243:20. Under slutet av 2011 påbörjades nybyggnation av bostadsrätter på platsen. Dessa stod klara våren 2012 och medförde att den öppna yta som torget tidigare till stor del utgjordes av är borta. Statyn, KattFlickaFjäril, som stått på torget sedan 2000, skapades av konstnären Petra Borén. Denna flyttades i samband med nybyggnationen och står sedan 2012 nära en väg som går förbi det tidigare torget.